# Уорнер, Джек Леонард
Джек Леонард Уорнер (англ. Jack Leonard Warner; 2 августа 1892 — 9 сентября 1978, имя при рождении Ицхак Вонсколасер) — американский и канадский продюсер и киномагнат еврейского происхождения, который был президентом и «движущей силой» студии Warner Bros. в Голливуде. Карьера Уорнера растянулась приблизительно на сорок пять лет, её продолжительность превысила годы правления всех прочих тогдашних президентов голливудских студий.

## Биография
В качестве соруководителя производства на студии Warner Bros. он работал вместе со своим братом, Сэмом Уорнером, создав технологию для первого звукового фильма в киноиндустрии «Певец джаза». После смерти Сэма Джек начал длительную борьбу за контроль над компанией со своими старшими братьями, Гарри и Альбертом Уорнерами. Он получил эксклюзивный контроль над фильмами, выпускаемыми компанией, в 1950, когда тайно купил акции своих братьев в бизнесе, убедив их принять участие в совместной продаже акций.
Хотя многие из его сотрудников боялись Уорнера и смеялись над ним по причине его своеобразного чувства юмора, он заслужил уважение за его проницательный инстинкт и жёсткость мышления. Он завербовал многих «звёзд» Warner Bros. и способствовал производству бескомпромиссных социальных драм об американской жизни 1930-х годов, которые стали «визитной карточкой» студии и благодаря которым она получила известность.
На протяжении своей карьеры он считался противоречивой и загадочной фигурой. Хотя Уорнер был убеждённым сторонником Республиканской партии, он в своих фильмах поддерживал политику «Нового курса» президента от Демократической партии Франклина Делано Рузвельта. Он выступал против европейского фашизма и критиковал политику нацистской Германии задолго до вступления США во Вторую мировую войну. Будучи противником коммунизма, после войны Уорнер давал показания в качестве «дружественного свидетеля» перед Комиссией по расследованию антиамериканской деятельности, добровольно называя имена сценаристов, которые затем были уволены по подозрению в том, что были коммунистами или сочувствующими им. Несмотря на его спорную репутацию, Уорнер оставался весьма влиятельным в киноиндустрии до своей отставки в начале 1970-х годов.

## Образ в искусстве

### Кинематограф
- В телефильме 1985 года «Происки в Стране чудес» роль Джека Уорнера исполнил Джейсон Уингрин.
- Весной 2017 года вышел телесериал «Вражда», сюжет которого разворачивается на закулисном соперничестве Джоан Кроуфорд и Бетт Дейвис во время съёмок их фильма «Что случилось с Бэби Джейн?» в 1962 году. Роль Джека Уорнера исполнил Стэнли Туччи. За эту роль он был номинирован на премию «Эмми» в номинации «Лучший актёр второго плана в мини-сериале или телефильме»[3].